# Zeke Nnaji
Ezekiel Tobechukwu Nnaji (Minneapolis, 2001. január 9. –) nigériai származású amerikai kosárlabdázó, a Denver Nuggets játékosa a National Basketball Associationben (NBA).
Nnaji Minneapolisban született, egyetemen az Arizona Wildcats játékosa volt a 2019–2020-as szezonban, ahol megválasztották az év elsőévesének és helyet kapott az All-Pac-12 főcsoport legjobb csapatában is. A 2020-as NBA-drafton választott a 22. helyen a Nuggets.

## Statisztika

### Egyetem
| Év        | Csapat           | JM | KM | JP/M | MG%  | 3P%  | BD%  | LP/M | GP/M | L/M | B/M | P/M  |
| --------- | ---------------- | -- | -- | ---- | ---- | ---- | ---- | ---- | ---- | --- | --- | ---- |
| 2019–2020 | Arizona Wildcats | 32 | 32 | 30,7 | .570 | .294 | .760 | 8,4  | 0,8  | 0,7 | 0,9 | 16,1 |

### NBA

#### Alapszakasz
| Év         | Csapat         | JM  | KM | JP/M | MG%  | 3P%  | BD%  | LP/M | GP/M | L/M | B/M | P/M |
| ---------- | -------------- | --- | -- | ---- | ---- | ---- | ---- | ---- | ---- | --- | --- | --- |
| 2020–2021  | Denver Nuggets | 42  | 1  | 9,5  | .481 | .407 | .800 | 1,5  | 0,2  | 0,2 | 0,1 | 3,2 |
| 2021–2022  | Denver Nuggets | 41  | 1  | 17,0 | .516 | .463 | .631 | 3,6  | 0,4  | 0,4 | 0,3 | 6,6 |
| 2022–2023† | Denver Nuggets | 53  | 5  | 13,7 | .561 | .262 | .645 | 2,6  | 0,3  | 0,3 | 0,4 | 5,2 |
| 2023–2024  | Denver Nuggets | 58  | 0  | 9,9  | .463 | .261 | .677 | 2,2  | 0,6  | 0,3 | 0,7 | 3,2 |
| 2024–2025  | Denver Nuggets | 57  | 4  | 10,7 | .496 | .327 | .614 | 1,6  | 0,4  | 0,4 | 0,7 | 3,2 |
| Karrier    | Karrier        | 251 | 11 | 12,0 | .509 | .362 | .653 | 2,3  | 0,4  | 0,3 | 0,5 | 4,2 |

#### Rájátszás
| Év      | Csapat         | JM | KM | JP/M | MG%   | 3P%   | BD%  | LP/M | GP/M | L/M | B/M | P/M |
| ------- | -------------- | -- | -- | ---- | ----- | ----- | ---- | ---- | ---- | --- | --- | --- |
| 2021    | Denver Nuggets | 5  | 0  | 3,6  | .500  | .429  | .500 | 0,4  | 0,4  | 0,2 | 0   | 2,4 |
| 2022    | Denver Nuggets | 2  | 0  | 4,5  | 1.000 | 1.000 | —    | 0    | 0    | 0   | 0   | 1,5 |
| 2023†   | Denver Nuggets | 5  | 0  | 2,4  | .500  | .333  | —    | 0,4  | 0    | 0,2 | 0   | 1,0 |
| 2024    | Denver Nuggets | 3  | 0  | 4,7  | .667  | —     | .500 | 0,7  | 0    | 0   | 0,3 | 1,7 |
| Karrier | Karrier        | 15 | 0  | 3,5  | .563  | .455  | .500 | 0,4  | 0,1  | 0,1 | 0,1 | 1,7 |